# Мазепівка
 Мазепівка  — село в  Рильському районі  Курської області. Засновано  гетьманом  України  Іваном Мазепою в 1703 році у своєму російському маєтку.

## Історія
Будучи гетьманом України і відвідуючи Московську державу, гетьман Іван Мазепа мав потребу в резиденції на землях Російської держави, як тимчасову зупинку при поїздках до Москви. Він купив деякі ділянки землі на території теперішньої Курської області. У зв'язку з цим він звернувся до Петра І з проханням затвердити придбання цієї землі. 13 грудня 1703 цар Петро І дав згоду на придбання земель і своєю грамотою закріпив ці землі за гетьманом Мазепою.
За наказом гетьмана Мазепи, на території теперішнього Рильського району Курської області було побудовано село, яке гетьман назвав — Мазепівка.
Після переходу гетьмана Мазепи на бік шведського короля Карла XII, цар конфіскував це село і передав його своєму сподвижнику Олександру Меншикову. Після смерті Петра І, Меншиков був заарештований і засланий до Сибіру, а Мазепівка була знову конфіксована і передана першій дружині царя Євдокії Лопухіній. Після смерті Євдокії, Мазепівка переходить в казну, а після, з волі цариці Анни Іоанівни, передається віце-адміралу флоту Головіну. Онука віце-адмірала вийшла заміж за князя Барятинського і принесла йому як придане село Мазепівка.
Надалі всі маєтки Мазепи в Росії перейшли до Барятинських та їх існування пов'язане з ім'ям цих князів.
У селі збереглися залишки Преображенської церкви, побудованої в 1895 році.

## Відомі особистості
У 1932 році в селі Мазепівка Курської області народилася Марія Шевергіна — майбутня дружина Василя Сталіна. Вона вчилася на курсах медсестер в Рильську і після переїзду сім'ї в Підмосков'ї працювала за фахом в тій лікарні, куди помістили генерал-лейтенанта Василя Сталіна. Згодом вона стала його дружиною.

## Населення
Населення — близько 400 жителів.